# Ha (kana)

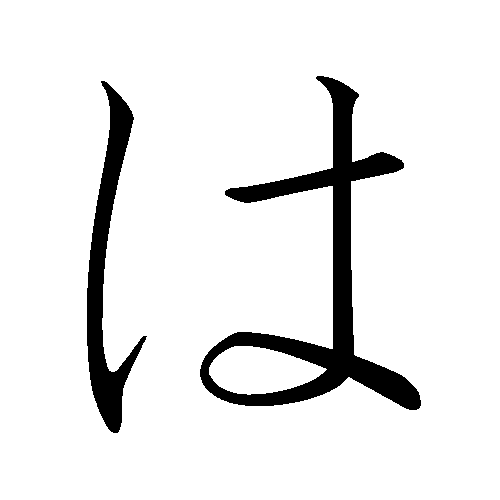
Ha w hiraganie

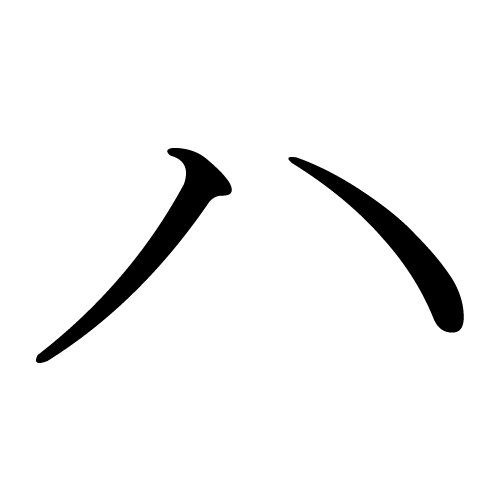
Ha w katakanie

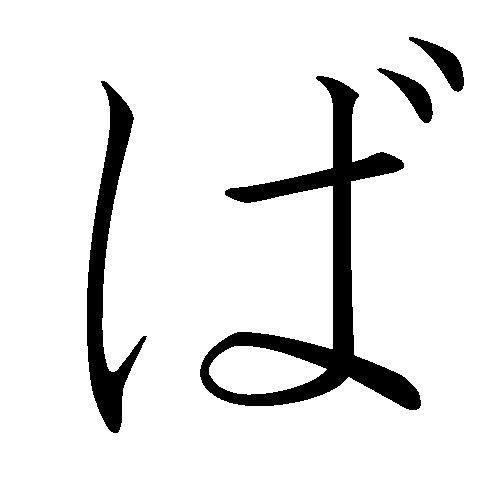
Ba w hiraganie

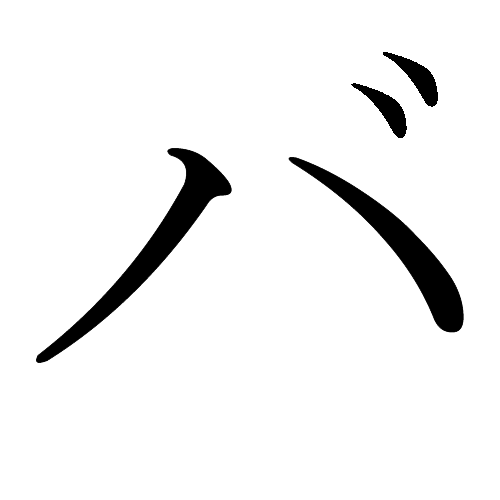
Ba w katakanie

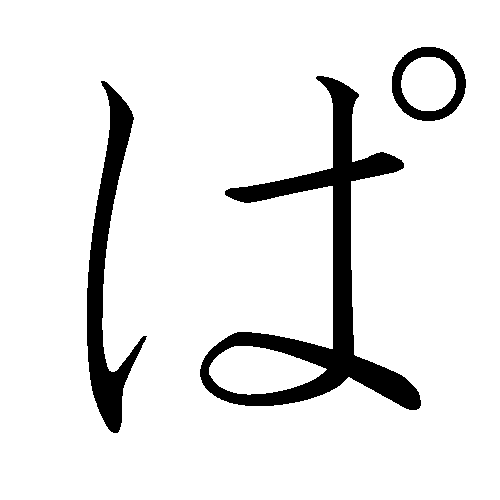
Pa w hiraganie

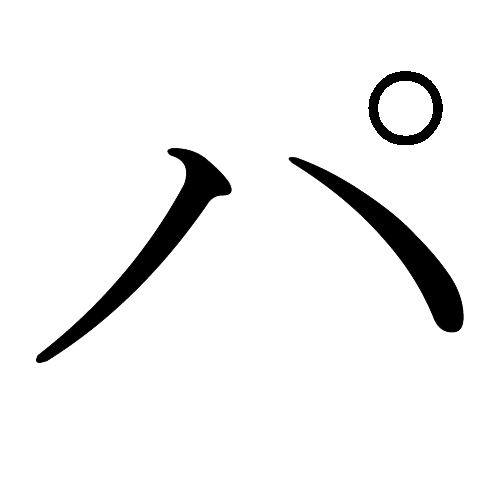
Pa w katakanie.

Ha – dwudziesty szósty znak japońskich sylabariuszy hiragana (は) i katakana (ハ). Reprezentuje on sylabę ha. Pochodzi bezpośrednio od znaków 波 (wersja w hiraganie) i 八 (wersja w katakanie).
Podobnie jak każdy znak oznaczający sylabę z grupy H, ha może ulec udźwięcznieniu na dwa sposoby. Po dodaniu do obydwu wersji dakuten (ば i バ) znak wymawia się jak ba, natomiast jeśli dopisze się do niego handakuten (ぱ i パ), jest wymawiany jak pa.
(は) jest również używana jako cząstka gramatyczna (ale czytana i wymawiana wówczas -wa) – np. w pozdrowieniu 今日は Konnichi-wa („Dzień dobry!”) – oraz służy jako partykuła podmiotu logicznego po rzeczowniku lub zaimku. Czyta się ją wówczas również jako -wa, np. 今日は日曜日です Kyō-wa nichiyōbi desu (Dziś jest niedziela – dosł. jeśli chodzi o dzień dzisiejszy, to jest niedziela).
W języku japońskim istnieje także partykuła -ga, służąca do wskazywania podmiotu gramatycznego w zdaniu. Występuje po rzeczowniku i zaimku.